# Воробьёв, Владимир Иванович
Влади́мир Ива́нович Воробьёв (7 марта 1916 года — 23 января 1992 года) — советский писатель, автор сказок и повестей для детей (в том числе известной повести-сказки «Капризка», по мотивам которой был снят мультфильм).

## Биография
Учился в Пятигорском медицинском институте, но не закончил его из-за тяжёлой болезни. Затем работал на Пятигорской туляремийной станции лаборантом.

Во время Великой Отечественной войны, в 1943 году Воробьёв ушёл добровольцем на фронт и служил в качестве солдата-артиллериста. Получив ранение, был демобилизован. За мужество, проявленное при участии в боевых действиях, был награждён орденом Красной Звезды, орденом Отечественной войны II степени и шестью медалями.
После демобилизации работал в разных организациях и был внештатным корреспондентом Пятигорского радио. В 1949 году приехал в город Пермь (носивший в то время название Молотов) и работал на строительстве Камской ГЭС. Был внештатным корреспондентом Молотовского областного радио и газеты «Звезда». В 1955—1957 гг работал в областном управлении культуры и областном комитете профсоюза работников лесной и бумажной промышленности.
В 1949 году был опубликован первый рассказ Воробьёва — «Первый урок», а в 1955 году — сборник рассказов для детей «Честное пионерское». В 1960 году была напечатана сказка «Капризка», впоследствии переработанная в повесть «Капризка — вождь ничевоков». В 1963 году Владимир Иванович Воробьёв был принят в Союз писателей СССР. В общей сложности при жизни писателя различными издательствами Москвы, Перми и Екатеринбурга было издано 28 его книг. По мнению пермского писателя В. Богомолова, особое место в творчестве Воробьёва занимает последняя книга «Такое кино» — сборник рассказов о его детстве.
Скончался 23 января 1992 года.

## Публикации
- Честное пионерское: Рассказы. — Пермь: Кн. из-во, 1955. — 80 с., ил.
- Похождение Деда Мороза: Сказки. — Пермь: Кн. из-во, 1957. — 38 с., ил.
- Похождение Деда Мороза: Сказки. — М.: Малыш, 1964. — 16 с., ил.
- Большой крючок: Рассказы. — Пермь: Кн. из-во, 1958. — 24 с.
- Капризка: Сказка. — Пермь: Кн. из-во, 1960. — 30 с., ил.
- Капризка: Сказка. — Пермь: Кн. из-во, 1964. — 31 с., ил.
- Капризка: Сказка. — Пермь: Кн. из-во, 1979. — 93 с., ил.
- Что приснилось медведю: Сказки. — Пермь: Кн. из-во, 1960. — 80 с., ил.
- Лиса и волки: Сказка. — М.: Малыш, 1961. — 22 с., ил.
- Это уж твердо: Рассказы. — М.: Детгиз, 1961. — 46 с., ил.
- Выстрел в лесу: Рассказ. — Пермь: Кн. из-во, 1962. — 16 с., ил.
- Схватка: Рассказ. — Пермь: Кн. из-во, 1963. — 20 с.
- Звено принимает решение: Рассказы. — Свердловск: Кн. из-во, 1963. — 84 с.
- Свои ноги убежали: Сказки. — Пермь: Кн. из-во, 1963. — 22 с., ил.
- Как Непоседа себе дело искал: Сказки. — Пермь: Кн. из-во, 1964. — 40 с., ил.
- Как Дед Мороз парад принимал: Сказка. — М.: Дет. лит., 1964. — 17 с., ил.
- О том как кот Васька в третий класс пошёл: Сказка. — Пермь: Кн. из-во, 1965. — 22 с., ил.
- Кто зимы не видал: Сказки. — Пермь: Кн. из-во, 1965. — 31 с., ил.
- Капризка — вождь ничевоков: Сказка. — Пермь: Кн. из-во, 1968. — 96 с., ил.
- «Капризка — вождь ничевоков» и другие сказки. — Пермь: Кн. из-во, 1970. — 118 с., ил.
- Солнцева сестра: Сказки. — Пермь: Кн. из-во, 1971. — 89 с.: ил.
- Сказки: По мотивам русского фольклора. — Пермь: Кн. из-во, 1973. — 133 с., ил.
- «Капризка» и другие сказки. — Пермь: Кн. из-во, 1975. — 205 с., ил.
- На одном коньке: Рассказы. — Пермь: Кн. из-во, 1977. — 39 с., ил.
- Сказки. — Пермь: Кн. из-во, 1981. — 87 с.: ил.
- Пережитое // Вечерняя Пермь. — 1984. — 24-26 сентября.
- Я не придумал ничего: Рассказы: — Пермь: Кн. изд-во, 1985. — 126 с.: ил.
- Капризка: Сказка. — Пермь: Кн. изд-во, 1986. — 133 с.: ил.
- Такое кино…: Рассказы. — Пермь: Кн. изд-во, 1989. — 152 с.: ил.